# 小松島市立図書館
小松島市立図書館（こまつしましりつとしょかん）は、徳島県小松島市小松島町字新港29番地の11にある市立図書館である。
所管課は、小松島市教育委員会生涯学習課である。

## 概要

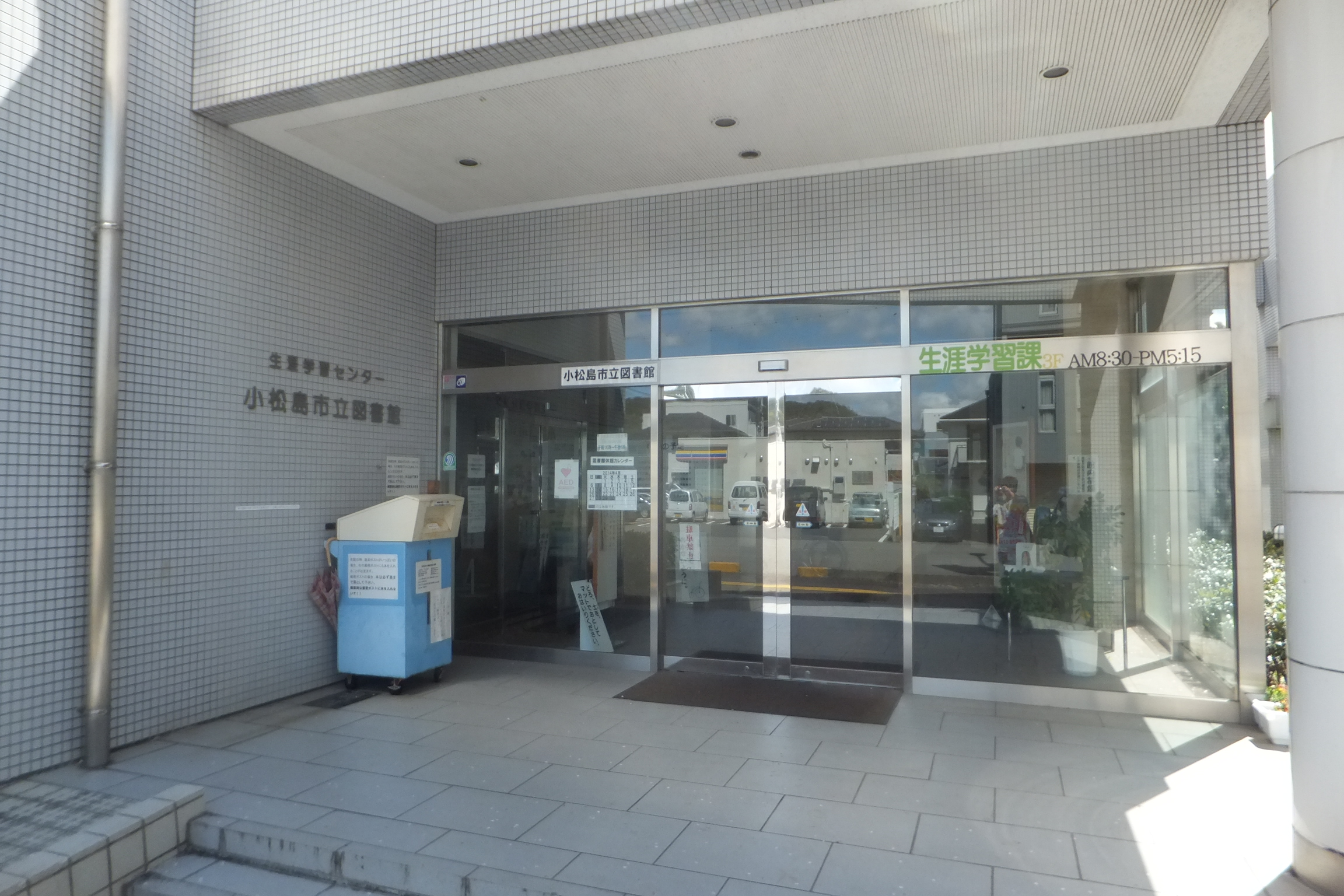
図書館入口

1992年（平成4年）、小松島ステーションパークに郷土資料展示室などを備えた「生涯学習センター小松島市立図書館」を設立。本の貸出の他にも講演会、人形劇、各種展示なども行われている。

## 基礎データ
- 開館時間：10時 - 18時
- 休館日：月曜日、5月5日、11月3日を除く祝日（祝日が月曜日にあたる日は、その翌日も）、毎月末日（末日が月曜日にあたる日はその前日も）、年末年始、特別整理期間、図書館が特別に指定する日
- 駐車場：14台

## 歴史
- 1992年（平成4年）- 開館。

## 周辺
- 徳島県道17号小松島港線
- 徳島県道213号二條通新港線
- 小松島みなと交流センターkocolo
- 国土交通省四国地方整備局小松島港湾空港整備事務所
- 徳島海上保安部
- 小松島商工会議所
- 日本郵便金長だぬき郵便局
- 徳島バス小松島営業所（元小松島市運輸部）
- 小松島市ミリカホール
- 徳島赤十字病院
- トマト調剤薬局日赤店
- 徳島ロイヤル病院

## 交通
バス
- 徳島バス「日赤病院前」下車、徒歩約5分。
- 徳島バス「ミリカホール」下車、徒歩約4分。
- 徳島バス「小松島港」下車、徒歩約3分。

鉄道
- JR牟岐線南小松島駅下車、徒歩約15分。
- JR牟岐線中田駅下車、徒歩約20分。